# قانون السلاح في الكويت
ينص قانون السلاح في الكويت على ترخيص الأسلحة النارية بموجب شروط ولوائح كما يلي:
1. أن يكون طالب الرخصة كويتي الجنسية (أو لديه استثناء من وزير الداخلية إذا كان يحمل جنسية أخرى).
2. تمنح الرخصة لمن لا يقل عمره عن 21 عامًا ومؤهلاً للتعامل مع الأسلحة.
3. أن يكون حسن السيرة والسلوك وليس لديه سجل جنائي.
4. ألا يكون مُشتبهًا به أو خاضعًا لمراقبة من قبل الجهات الأمنية.
5. أن يكون موظف أو لديه مصدر دخل.
6. يجب تقديم طلب رسمي لوزير الداخلية عن طريق الإدارة العامة للأدلة الجنائية.

عادةً ما تكون بنادق الصيد والقنص هي أكثر الأسلحة المرخصة شيوعًا في الكويت، كما أنها أسهل في الحصول على ترخيص.
لا يسمح بترخيص البنادق الآلية أو أسلحة الرشاش في الكويت لكن القليل من المنازل تمتلك مثل هذه الأسلحة غير المشروعة التي إما حازت عليها أثناء المقاومة الكويتية بالغزو العراقي للكويت عام 1990 أو تم الاستيلاء عليها خلال نهاية حرب الخليج الثانية عندما انسحب الجيش العراقي.